# Maserati Barchetta
La Barchetta è un'autovettura da competizione prodotta dalla Maserati tra il 1991 ed il 1992 per partecipare a un trofeo monomarca.
La vettura avrebbe dovuto riprendere lo spirito delle gloriose Maserati 350 e 450 del passato ed essere prodotta in circa 30 esemplari. 
La progettazione venne affidata alla matita di Carlo Gaino dello studio "Synthesis Design" già noto per la Lancia Delta ECV II e l'Alfa Romeo GTA (su base Alfa Romeo 155) e che in seguito svilupperà anche la De Tomaso Guarà e la Lotus Elise: il risultato fu una vera auto da corsa caratterizzata da prestazioni uniche, garantite da un peso ridottissimo di soli 800 kg e un'altezza inferiore al metro, che in aggiunta al poderoso motore 2.0 V6 proveniente dalla Biturbo, portato a ben 315cv e disposto in posizione centrale, gli consentivano di superare agevolmente i 300 km/h.
Nel 1991 quando iniziò la commercializzazione, per impossessarsi di una Barchetta era necessario sborsare 148 milioni di lire, a cui ne andavano aggiunti altri dodici circa per partecipare ad ogni evento del trofeo monomarca Maserati.
Anche se non si hanno dati certi, è risaputo che almeno uno degli esemplari prodotti è stato modificato ed adeguato alle specifiche per poter circolare su strada.